# Parque Nacional Perito Moreno
O Parque Nacional Perito Moreno é um parque nacional da Argentina, situado no  centro-oeste da Província de Santa Cruz, ao limite com o Chile. Abarca 115.000 hectares, em uma região montanhosa cortada por vales, alguns dos quais estão a mais de 900 msnm de altitude.
Os vales são habitados e o clima varia de temperado a frio. A temperatura raramente passa acima de 15ºC e no inverno chega a -30º C. 
O nome do parque foi dado em homenagem ao explorador argentino Francisco Pascasio Moreno (1852-1919), conhecido como Perito Moreno.